# Браян Робсон
Браян Робсон (англ. Bryan Robson; 11 січня 1957, Честер-ле-Стріт) — англійський футболіст, півзахисник. По завершенні ігрової кар'єри — футбольний тренер.
Як гравець насамперед відомий виступами за клуби «Вест-Бромвіч Альбіон» та «Манчестер Юнайтед», а також національну збірну Англії, у складі якої декілька років був капітаном команди.
Дворазовий чемпіон Англії. Чотириразовий володар Кубка Англії. Володар Кубка англійської ліги. Дворазовий володар Суперкубка Англії з футболу. Володар Кубка Кубків УЄФА. Володар Суперкубка УЄФА.

## Клубна кар'єра
Вихованець футбольної школи клубу «Вест-Бромвіч Альбіон». Дорослу футбольну кар'єру розпочав 1974 року в основній команді того ж клубу, в якій провів сім сезонів, взявши участь у 198 матчах чемпіонату. Більшість часу, проведеного у складі «Вест-Бромвіч Альбіона», був основним гравцем команди.
Своєю грою за цю команду привернув увагу представників тренерського штабу клубу «Манчестер Юнайтед», до складу якого приєднався 1981 року. Відіграв за команду з Манчестера наступні тринадцять сезонів своєї ігрової кар'єри. Граючи у складі «Манчестер Юнайтед» також здебільшого виходив на поле в основному складі команди. За цей час двічі виборював титул чемпіона Англії, ставав володарем Кубка Англії (чотири рази), володарем Суперкубка Англії з футболу (двічі), володарем Кубка Кубків УЄФА, володарем Суперкубка УЄФА.
Завершив професійну ігрову кар'єру у клубі «Мідлсбро», за команду якого виступав протягом 1994—1996 років.

## Виступи за збірну
1980 року дебютував в офіційних матчах у складі національної збірної Англії. Протягом кар'єри у національній команді, яка тривала 12 років, провів у формі головної команди країни 90 матчів, забивши 26 голів. У складі збірної був учасником чемпіонату світу 1982 року в Іспанії, чемпіонату світу 1986 року у Мексиці, чемпіонату Європи 1988 року у ФРН, чемпіонату світу 1990 року в Італії.

## Кар'єра тренера
Розпочав тренерську кар'єру, ще продовжуючи грати на полі, 1994 року, очоливши тренерський штаб клубу «Мідлсбро».
Надалі очолював команди клубів «Бредфорд Сіті», «Вест-Бромвіч Альбіон» та «Шеффілд Юнайтед».
Наразі останнім місцем тренерської роботи була національна збірна Таїланду, яку Браян Робсон очолював як головний тренер до 2011 року.

## Титули і досягнення
- Чемпіон Англії (2):

«Манчестер Юнайтед»: 1992–93, 1993–94
- Володар Кубка Англії (4):

«Манчестер Юнайтед»: 1982–83, 1984–85, 1989–90, 1993–94
- Володар Кубка англійської ліги (1):

«Манчестер Юнайтед»: 1991–92
- Володар Суперкубка Англії з футболу (2):

«Манчестер Юнайтед»: 1983, 1993
- Володар Кубка Кубків УЄФА (1):

«Манчестер Юнайтед»:  1990–91
- Володар Суперкубка Європи (1):

«Манчестер Юнайтед»:  1991
- Чемпіон Європи (U-18): 1975